# Montse Watkins
Pour les articles homonymes, voir Watkins.
Montse Watkins, née le 27 août 1955 à Barcelone et morte le 25 novembre 2000 à Kamakura, est une journaliste et écrivaine de science-fiction espagnole, spécialiste de la littérature japonaise.

## Biographie
Originaire du quartier de la Salut, dans le district de Gràcia, à Barcelone, Montse Watkins emménage au Japon en 1985.
En 1988, elle est correspondante à Tokyo de l'agence de presse EFE jusqu'en 1995. Elle devient alors correspondante du quotidien catalan Avui, ainsi que du journal espagnol El Mundo.
Hormis les livres de science-fiction qu'elle publie, elle traduit les œuvres, notamment, de Kenji Miyazawa.
Elle meurt des suites d'un cancer le 25 novembre 2000 à Kamakura, au Japon, à 45 ans[réf. souhaitée].